# Hugh Shakespear Barnes
Hugh Shakespear Barnes (* 1853 in Shahjahanpur; † 15. Februar 1940 in London) war ein britischer Verwaltungsbeamter.

## Leben
Barnes war ein Sohn des James Ralph Barnes, einem Beamter im Indiendienst der britischen Regierung. Ein Onkel von ihm, ein Bruder seiner Mutter, war Rivers Thompson (1827–1890), der zeitweise als Gouverneur von Bengalen fungierte. Nach der Ausbildung am Malvern College trat Barnes 1874 in den Verwaltungsdienst von Britisch-Indien ein.
1876 wurde Barnes Privatsekretär von John Strachey, dem Finanzminister von Britisch-Indien. 1879 wurde er mit Sonderaufgaben im dortigen Außenministerium betraut. Während des Afghanistankrieges von 1881 wurde er als politischer Beamter (Political Officer) eingesetzt. Von 1881 bis 1883 war er Assistent des Vertreters des Generalgouverneurs von Indien in Belutschistan. Es folgten Aufgaben als politischer Agent in Quetta und Pishin (1883). 1884 leitete er die afghanische Grenzkommission für Nachschubfragen (Afghan Boundary Commission for Supplies). Danach war er mit Finanzangelegenheiten (Revenue Commissioner) in Belutschistan betraut.
1891 wurde Barnes zum leitenden Kommissar, d. h. zum örtlichen Verwalter, der Provinz Belutschistan im  damaligen Britisch-Indien ernannt (heute ein Teil Pakistans). Diesen Posten bekleidete er erneut von 1896 bis 1899 und von 1899 bis 1900. Dazwischen war er 1894 Vertreter der britischen Regierung in Kaschmir.
Von 1900 bis 1903 gehörte Barnes der britischen Regierung für Indien als Außenminister (Foreign Secretary) an. Von 1903 bis 1905 amtierte Barnes dann als britischer Vizegouverneur von Burma. Anschließend wurde er Mitglied des indischen Verwaltungsrates der britischen Regierung (Council of India), dem er bis 1913 angehörte. In den folgenden Jahren fungierte Barnes als Direktor der Anglo-Persian Oil Company und der Imperial Bank of Persia.
Von den nationalsozialistischen Polizeiorganen wurde Barnes Ende der 1930er-Jahre als wichtige Zielperson eingestuft: Im Frühjahr 1940 setzte das Reichssicherheitshauptamt in Berlin ihn auf die Sonderfahndungsliste G.B., ein Verzeichnis von Personen, die im Falle einer erfolgreichen deutschen Invasion Großbritanniens durch die Sonderkommandos der SS-Einsatzgruppen mit besonderer Priorität ausfindig gemacht und verhaftet werden sollten.

## Familie
1888 heiratete Barnes in erster Ehe Winifred Strachery († 1892). In zweiter Ehe heiratete er 1894 Edith Helen Barnes. Aus der ersten Ehe gingen der als Anhänger des italienischen Faschismus bekannt gewordene Sohn James Strachey Barnes und die Tochter Mary, verh. Hutchinson hervor.